# Roblet
Roblet is een gehucht in Bonlez, deelgemeente van Chaumont-Gistoux in de Belgische provincie Waals-Brabant.
Het gehucht ligt in het uiterste oosten van het grondgebied van Bonlez, op de grens met deelgemeente Longueville. Bonlez ligt meer dan drie kilometer ten oosten van het dorpscentrum van Bonlez, met tussenin onder meer het Bois de Glabais en Bois de Bonlez. Roblet is wel vergroeid met de dorpskern van Longueville en bevindt zich op amper enkele honderden meter van de dorpskerk.

## Geschiedenis
De Ferrariskaart uit de jaren 1770 toont hier reeds bebouwing aan deze kant van de dorpskern van Longeville, maar geeft geen plaatsnaam. Op de Atlas der Buurtwegen uit 1841 en de Vandermaelenkaart uit het midden van de 19de eeuw is de plaats aangeduid als Roblet, gelegen op de gemeentegrens, tegen het dorpscentrum van Longueville aan.
Roblet bleef een gehucht op de gemeentegrens, vergroeid met de dorpskern van een buurgemeente, tot de gemeentelijke fusies van 1977. Zowel Bonlez als Longueville werden toen een deel van de gemeente Chaument-Gistoux, waardoor Roblet niet langer administratief op een gemeentegrens viel.

## Bezienswaardigheden
- De Chapelle du Chêneau, een kapel uit de 17de eeuw. De kapel staat bijna 400 meter ten noorden van Roblet, op de grens van Longueville, Bonlez en Grez-Doiceau. De kapel en haar omgeving werden in 1976 als monument beschermd.

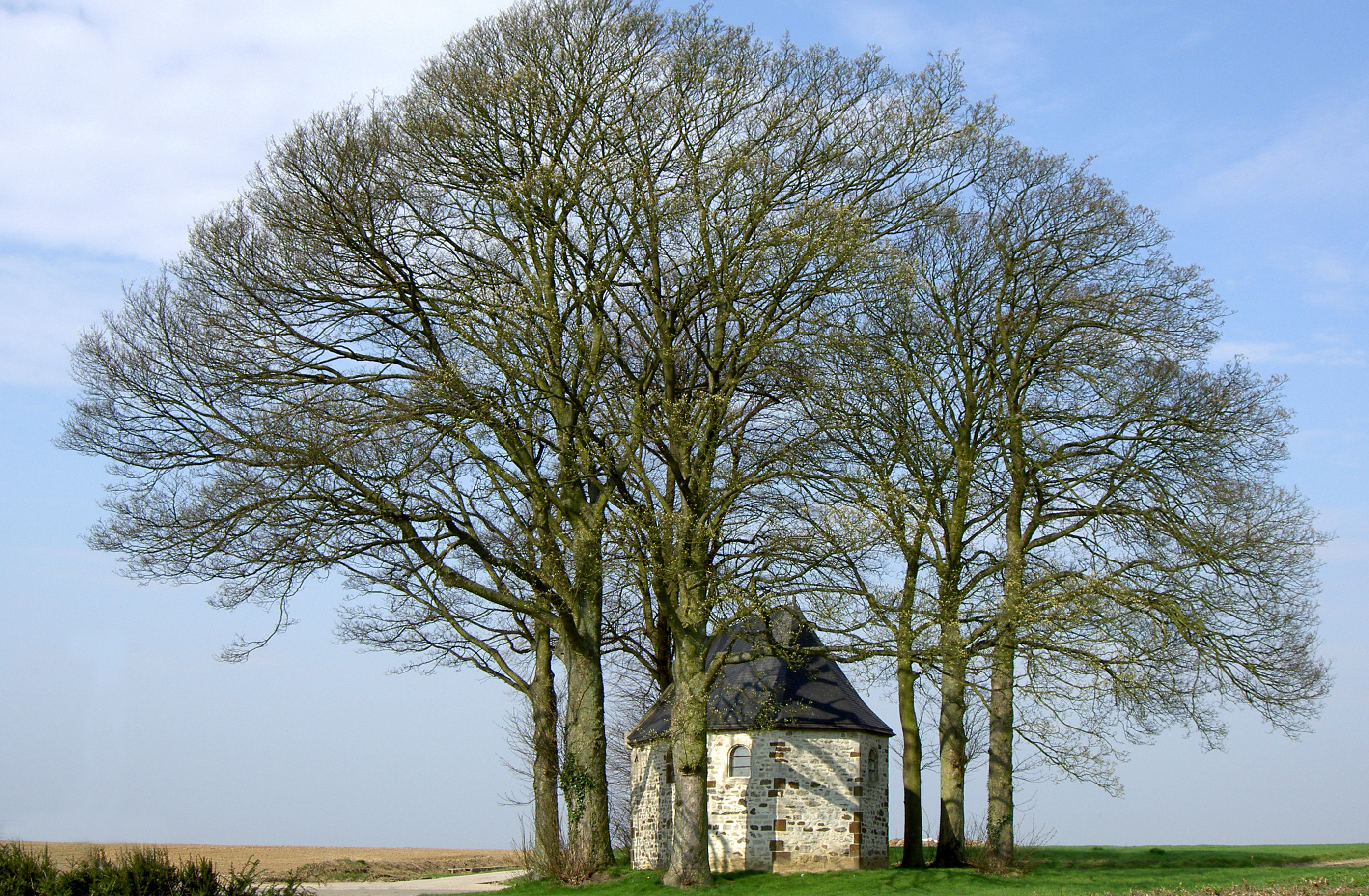
Chapelle du Chêneau

- Het Musée d'Horlogerie

Deelgemeenten: Bonlez · Chaumont-Gistoux · Corroy-le-Grand · Dion-le-Mont · Dion-le-Val · Longueville

Overige plaatsen: Arnelle · Bas-Bonlez · Brocsous · Les Bruyères · Champtaine · Chaumont · Gistoux · Grippelotte · Inchebroux · Laid Burniau · Louvrange · Manypré · Ocquière · Roblet · Somville · Vieusart

Belgische gemeenten · Arrondissement Nijvel · Waals-Brabant · Wallonië